# Florence (Indiana)
Florence – jednostka osadnicza w Stanach Zjednoczonych, w stanie Indiana, w hrabstwie Switzerland.